# Estación ferroviaria Katowice
La Estación Ferroviaria Katowice está localizada en esa ciudad homónima, ubicada en Katowice, región de Silesia, Polonia.
Fue inaugurada en 1972. Es la estación de tren más grande de la región de Silesia. Los trenes nacionales e internacionales conectan con las ciudades más importantes de Europa; Auschwitz, Cracovia, Varsovia, Praga, Viena, entre otras. Es operada principalmente por Polskie Koleje Państwowe.Durante 1972, la estación de tren de Katowice se completó oficialmente y se construyó como una estación de reemplazo de la antigua terminal de la ciudad, la histórica estación de tren de Katowice. Está situada en el centro de la ciudad de Katowice y forma el mayor intercambio de transporte de Polonia. Tal y como se construyó, la estación de tren estaba ubicada a solo unos minutos a pie de la principal estación de autobuses de la ciudad. En el siglo XXI la estación de tren de Katowice era utilizada por unos 12 millones de pasajeros al año. El estado del edificio se deterioró a lo largo de treinta años, lo que impulsó su sustitución.
Durante julio de 2009, se anunció que el Gobierno polaco firmó un acuerdo con la compañía española Neinver para que construya un nuevo centro de transporte integrado y un centro comercial en el medio de Katowice, incluyendo el rediseño de la estación existente. En marzo de 2018, el centro comercial conectado con la estación y recién construido se vendió al fondo de inversión de Malasia Kwasa Europe. Durante mayo de 2010, se inició la construcción en el sitio, lo que marcó el inicio oficial de la fase uno de la construcción, que se centró en el edificio de la estación principal; Se utilizó un edificio temporal para albergar los servicios de trenes mientras se demolía la sala original y se construía su reemplazo. Durante la segunda fase del programa de remodelación, los andenes de la estación se cerraron progresivamente para su reconstrucción. Las fases posteriores del trabajo involucraron la construcción del comercio minorista, el hotel y otras instalaciones en el lugar. A finales de 2012, la nueva sala principal de la estación de tren y su estación subterránea de autobuses integrada ya estaban operativas; Durante el verano de 2013, se completó oficialmente todo el complejo, incluido el centro comercial contiguo Galería Katowicka en la plaza Szewczyk

## Historia

### Establecimiento y ampliación de la estación hasta elsigloXX

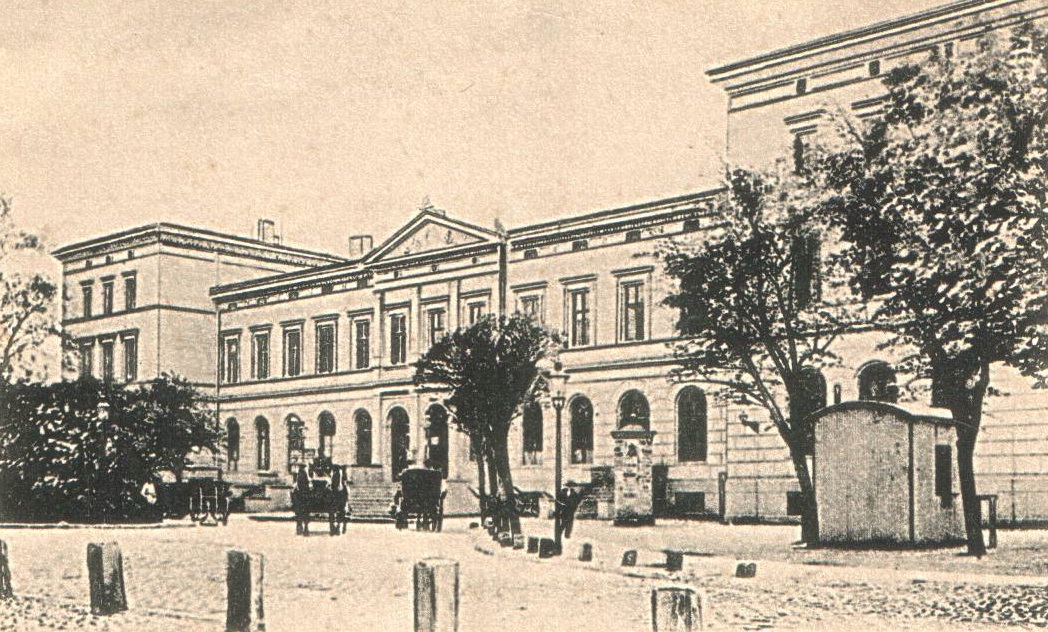
El edificio de la estación está ubicado en la actual calle Dworcowa en 1859 (antes de la expansión).

La creación de la estación en Katowice estuvo asociada con el desarrollo de la industria en la Alta Silesia a partir de mediados del siglo XVIII, cuando el Reino de Prusia asumió el dominio de la región como resultado de su victoriosa guerra con el Estado de los Habsburgo. Sin embargo, faltaban buenas vías de transporte y la red de ríos navegables era insuficiente. A principios del siglo XIX, con la llegada del transporte ferroviario, surgieron las primeras iniciativas para conectar la región con Wrocław, que originalmente pasaba por alto Katowice. En 1836, el consejero F. T. Krause presentó un proyecto para conectar la Alta Silesia con Wrocław y luego con Berlín o Dresde. En la Alta Silesia, el trazado de la línea pasaba por las ciudades de Gliwice, Zabrze, Świętochłowice y Mysłowice. Un año más tarde se fundó la Sociedad Anónima de Ferrocarriles de Alta Silesia. Ese mismo año se llevaron a cabo trabajos de topografía en el tramo Siemianowice-Roździeń-Nowy Bieruń, pero posteriormente se modificó este trazado, probablemente gracias a los esfuerzos de Franz von Winckler, que trasladó la gestión de sus propiedades a Katowice. El 5 de abril de 1841, se fundó la Compañía de Ferrocarriles de Alta Silesia. La línea Wrocław-Mysłowice se abrió por etapas, incluido el tramo Świętochłowice-Katowice-Mysłowice el 3 de octubre de 1846.
Entonces se construyó la estación de Katowice en medio de la nada, a medio camino entre los pueblos de Dąb y Szopienice. El primer edificio de la estación era una estructura primitiva con entramado de madera. Se encontraba en la zona de la actual estación y fue demolido en el siglo XIX. Gracias a la ubicación de esta estación, Katowice se desarrolló rápidamente y comenzaron a establecerse nuevas plantas industriales..
El 1 de diciembre de 1852, el Ferrocarril de Alta Silesia inauguró una línea que conectaba Katowice con Murce a través de Ligota. Esta línea conducía a una de las minas de hulla más antiguas de la Alta Silesia, la Emanuelssegen (Murcki), y era alquilada por el ferrocarril Wilhelm. La propia estación se convirtió en un cruce ferroviario. Posteriormente, el ferrocarril Wilhelm amplió esta línea desde Nędza hasta Ligota. Como resultado del acuerdo entre el Ferrocarril de Alta Silesia y el Ferrocarril Varsovia-Viena, en junio de 1858, comenzó la construcción de un conector entre Ząbkowice y Szopienice. La ceremonia de inauguración de la línea Katowice - Ząbkowice tuvo lugar el 24 de agosto de 1859 y dos días después la línea se puso en servicio público. Este tramo permitió evitar el molesto cambio de dirección y evitar el territorio del Imperio austríaco para los trenes que viajaban hacia Varsovia.. Junto con la construcción del tramo anterior, se construyó un nuevo edificio de la estación, que ahora forma parte de la antigua estación, así como una sala de aduanas y un cobertizo de locomotoras con una estación de agua (cerca de la actual torre de agua)..
Posteriormente también se construyeron conexiones locales desde la estación principal. Estos son:
- Katowice – Wełnowiec (inaugurada el 1 de diciembre de 1859);
- Katowice – Ferdinandgrube (mina de Katowice; inaugurada en 1864);
- Katowice – Acería de Baildon (1869).

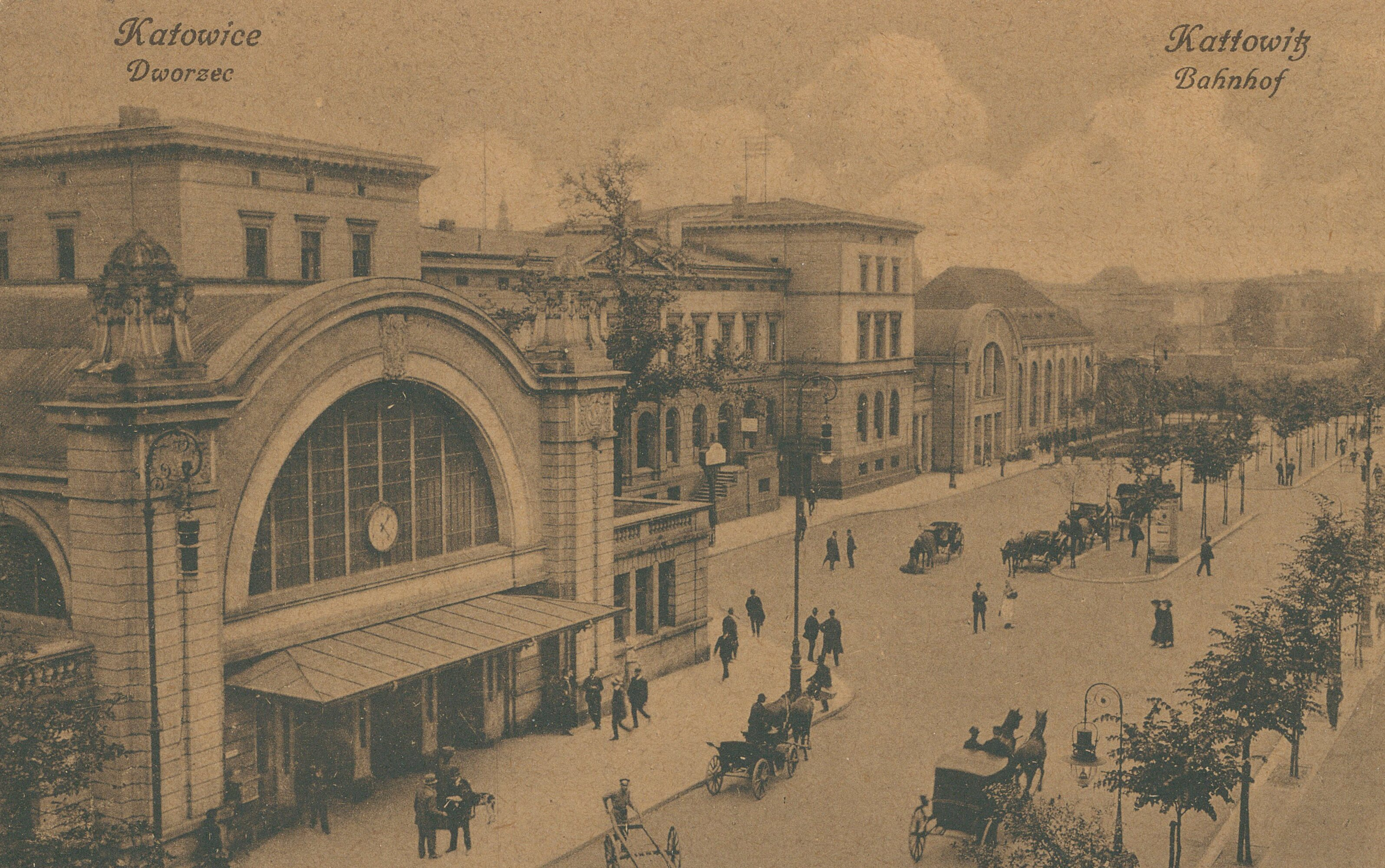
La estación antes de 1920.

Gracias a la cómoda conexión con Prusia, así como con el Imperio de Austria y el Reino de Polonia, Katowice se convirtió en un importante cruce ferroviario fronterizo que desempeñó un papel importante en el tráfico de mercancías en todas direcciones. Su papel se evidencia en la participación del cruce de Katowice en el comercio de bienes a mediados del siglo XIX, es decir, en promedio el 30% del carbón exportado, el 70% del hierro y el 60% del zinc. Por esta estación pasaban también casi todos los transportes de cereales destinados a Alta Silesia.
Debido al constante aumento del tráfico de pasajeros, en 1870 esta estación era la segunda estación más grande (después de Wrocław) del ferrocarril de Alta Silesia en términos de número de pasajeros. En 1855, 6988 personas partieron de la estación en trenes del Ferrocarril de Alta Silesia (una media de 19,14 pasajeros por día), en 1860, 36.356 pasajeros en la clase I-III y 7764 pasajeros en la clase IV (una media de 121,47 pasajeros por día) , mientras que en el año 1870 81 716 y 70 399 personas, respectivamente (promedio 419,96 pasajeros por día). En 1860, 11.737 y 7084 pasajeros utilizaron los trenes del ferrocarril Wilhelm de las clases I-III y IV respectivamente, en 1865, 7527 y 27 560 pasajeros, y en 1870, 10 089 y 35 222 pasajeros. En 1860 viajaron en los trenes del ferrocarril Varsovia-Viena 37 581 personas, en 1865 35 164 y en 1870 44 866 personas. En total, en 1870, una media de 1250 personas utilizaban la estación diariamente. En cuanto al tráfico de mercancías, las principales mercancías transportadas en la segunda mitad del siglo XIX fueron productos de las industrias minera y metalúrgica. En 1870 se transportaron desde la estación 1.425.745 quintales de mercancías por la línea del ferrocarril de Alta Silesia y 835 855 quintales por la línea del ferrocarril Wilhelm. Tanto el volumen de tráfico de pasajeros y mercancías como la importancia de la estación en el sistema de comunicación ferroviaria de la Alta Silesia fueron uno de los factores que formaron la ciudad de Katowice, que recibió los derechos de ciudad en 1865.

### Reconstrucción de la estación hasta la década del 60

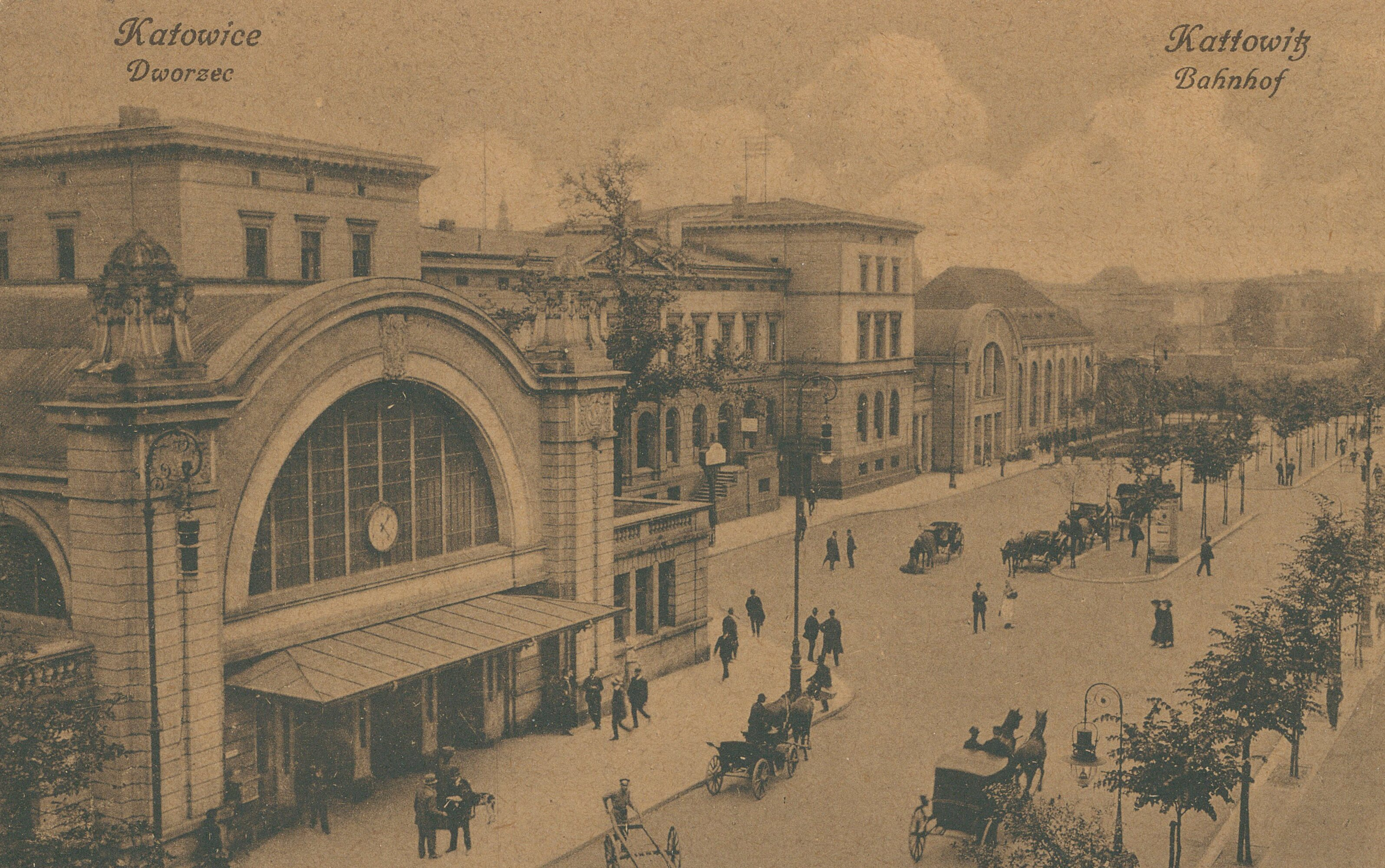
La estación de tren antes de 1920.

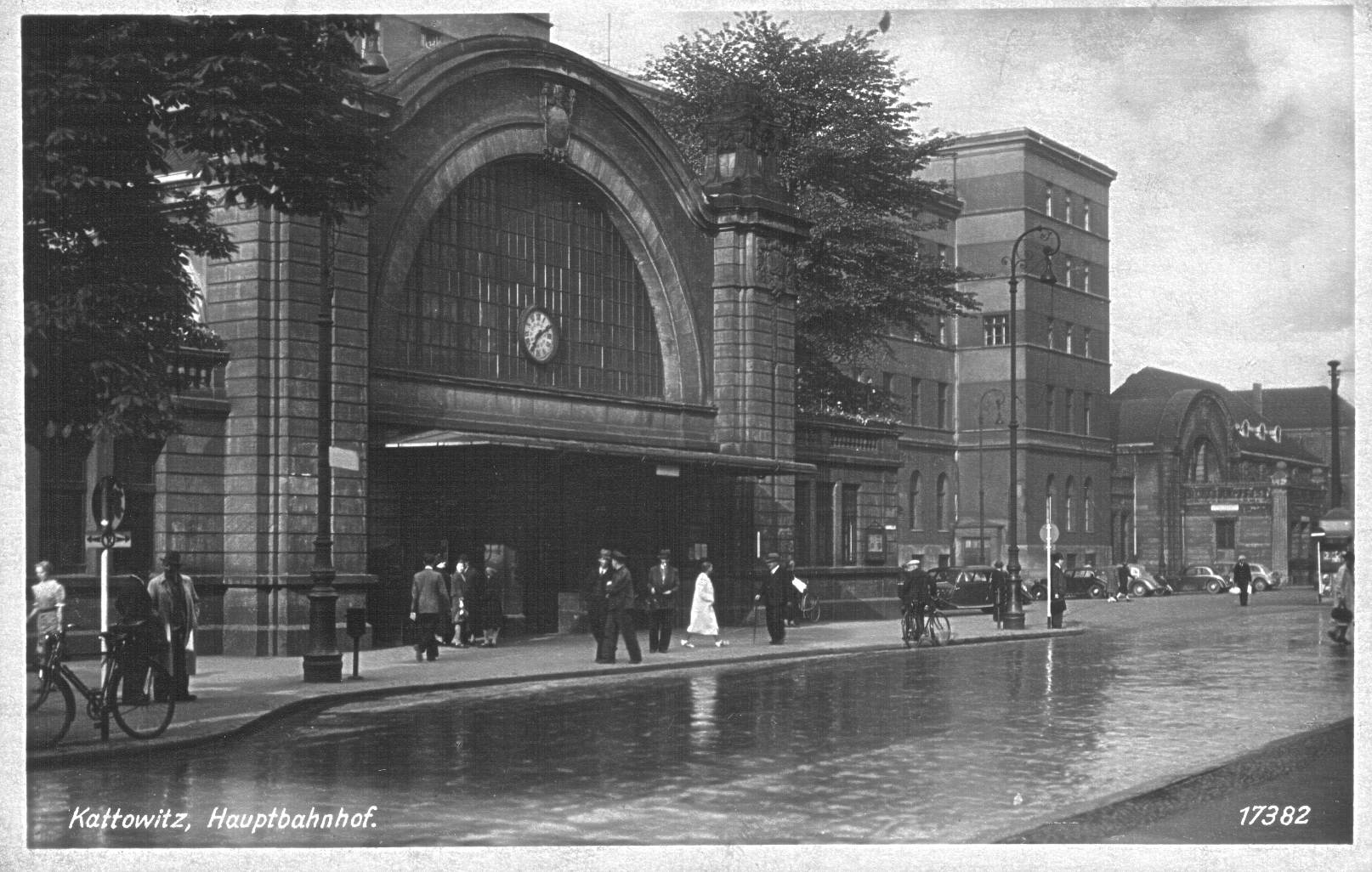
La antigua estación de ferrocarril durante la Segunda Guerra Mundial.

El constante desarrollo de la ciudad requirió una mayor ampliación de la estación, lo que fue imposible por el desarrollo urbano que se había ido generando desde la construcción de la misma. Para ello, la estación se dividió en una estación de pasajeros (junto a la estación de la calle Dworcowa) y una estación de mercancías (junto a la estación actual). También se construyó un nuevo cobertizo para locomotoras, que todavía existe a 2024. En los años 1906-1908 se amplió el edificio de la estación existente siguiendo el estilo del modernismo histórico. El edificio principal cumplía funciones administrativas y los viajeros eran atendidos en dos pasillos laterales. En ese momento, la estación tenía 7 andenes, de los cuales la entrada a los  6 y 7 era por la calle T. Kościuszki, y el resto tenía pasajes subterráneos..
En los años de entreguerras, después de la incorporación de Katowice a Polonia, la estación seguía desempeñando un papel importante en el sistema de comunicación ferroviaria. En 1929 se vendieron 5 407 313 billetes de trenes de pasajeros y se importaron y exportaron 1 091 382 toneladas de carbón y 1 120 423 toneladas de otros bienes.
En septiembre de 1939, como resultado del ataque alemán a Polonia y la ocupación de Katowice, la estación quedó bajo dirección alemana. En 1945, las tropas alemanas en retirada volaron la torre de agua de la estación. El siguiente, aún existente, se completó en 1951. En la década de 1950 partieron de la estación los primeros trenes eléctricos. La línea Gliwice – Katowice – Sosnowiec Główny fue electrificada el 1 de junio de 1957. La electrificación permitió acelerar los trenes en la ruta Katowice-Varsovia: los tiempos de viaje en tren se redujeron a menos de cuatro horas. En los años 60, el expreso de Górnik cubría la ruta entre Katowice y Varsovia en 3 horas y 27 minutos (la velocidad comercial en aquella época era de 92,2 km/h).

### Reconstrucción de la estación y construcción de una estación brutalista (década de 1970)
La decisión de construir una nueva estación en Katowice se tomó a mediados de los años 50, cuando la antigua estación situada en la calle Dworcowa resultó ser demasiado pequeña para una gran ciudad: según los cálculos, sólo una parte del edificio se utilizaba para el tráfico de pasajeros. , la instalación podría albergar un máximo de 1,5 mil personas. Además del pequeño espacio en la estación, el problema era que sólo un andén podía acomodar trenes largos: los andenes y los pasajes subterráneos se volvieron demasiado estrechos, mientras que el trazado de las vías ralentizaba seriamente el paso de las formaciones. Inicialmente se planeó construir una nueva instalación en otro lugar, porque la ampliación requeriría la demolición de casas de vecindad a lo largo de la calle Wojewódzka y no habría espacio para la futura estación de autobuses. Se propusieron dos soluciones: construir una nueva instalación al oeste de la estación existente o cambiar todo el sistema ferroviario para ubicar la nueva estación en la parte norte del centro de la ciudad, cerca de la acería de Baildon. La segunda opción, que permite, entre otras, para mejorar la conexión entre el ferrocarril y el transporte público, fue rechazado debido a sus costes demasiado elevados y al largo plazo de implementación. En octubre de 1955 se decidió construir una nueva instalación en el recinto de la estación de mercancías, cuya función cumplía la estación Katowice Muchowiec, situada al sur del centro de Katowice.
A principios de 1956 estaba listo el proyecto de reconstrucción de la estación. Se asumió la división de las obras en vía y partes de construcción. El volumen de demolición se estimó en 190 000 m³ y el coste total de construcción de la estación se estimó en 167 000 esloti. Las dos primeras plataformas se pusieron en funcionamiento en 1958 (andén 11 y 12; actualmente 1 y 2). También se construyó un pabellón temporal al costado de la calle Stawowa. En junio de 1964 se inauguró el paso subterráneo occidental, así como el pabellón al costado de la Plaza de las Ramas Juveniles Insurgentes. Un año más tarde se inauguró el andén 13 (actualmente número 3), y en 1968 se inauguró el andén 14 (4) y el pabellón al lado de la calle T. Kościuszki. Debajo de este último había una sala con sala de espera y taquillas adicionales.
Al mismo tiempo, en 1959 se resolvió el concurso SARP para la construcción de una nueva estación de ferrocarril y, en opinión del jurado, el trabajo del equipo «Tygrysy", que incluía a Wacław Kłyszewski, Jerzy Mokrzyński y Eugeniusz Wierzbicki, fue calificado como «notablemente distinguido de otros estudios...» El primero, en 1964, fue construido un pabellón en el lateral de la plaza Andrzeja. Para la construcción del edificio principal se derribó una cuarta parte de los edificios en la zona de las calles 3 Maja, Młyńska y Stawowa, construidos con casas de vecindad eclécticas. La construcción de toda la estación, incluidos los andenes y los pasajes subterráneos, se completó en 1972.
El edificio fue considerado el mejor ejemplo de la tendencia arquitectónica llamada brutalismo en Polonia. Durante la construcción, los arquitectos utilizaron las entonces impresionantes formas de grandes copas de hormigón que sostenían el techo de la sala superior. Su uso fue el resultado de la experiencia minera. El edificio era de dos plantas y tenía 140 m de largo y 53 m de ancho. El volumen de las instalaciones fue de 76 314 m³, mientras que la capacidad de las salas se calculó en 25 000. personas. Entre los pisos, a la altura de los túneles de pasajeros existentes, se introdujo un paso paralelo a las vías, que conecta ambos pisos de la estación (incluidas las escaleras mecánicas) y tres pasos hacia los andenes. Estaba equipado con varios tipos de puntos de servicio. En la planta inferior había: taquilla, restaurante, bar, aseos, oficina de objetos perdidos, consigna de equipaje y un hotel de día conectado con una sala de espera en la primera planta. En la planta superior, además de una gran sala de espera y taquillas, había, entre otros, una cafetería, quioscos, oficina de correos, despachos y oficinas de información. Esta disposición de las instalaciones tenía como objetivo separar a las personas que se dirigían a la estación a pie, sin equipaje (planta superior) y a las que se desplazaban y transportaban equipaje en coche (planta baja). En la estación había una estación de autobuses que daba servicio a toda la conurbación de Alta Silesia y en las proximidades había una estación de autobuses internacional.
Dos años después de la apertura de la nueva estación, 200 millones de pasajeros utilizaron la estación en 1974, un aumento de más del 220% en comparación con 1947, cuando el número de pasajeros que utilizaban la estación era de 89 millones. En 1974, la estructura del transporte de pasajeros estaba dominada por los desplazamientos a la escuela y al trabajo, que representaban el 71% de todos los pasajeros..
Inicialmente, la estación era un lugar representativo de la ciudad, pero sin ser renovada y complementada con elementos aleatorios en el interior de la sala, perdió su esplendor original. Inicialmente se planeó una renovación importante para 2008, pero también se hicieron planes para demoler el edificio de la estación y construir una nueva instalación en su lugar. Esta idea dividió tanto a los arquitectos como a los residentes de la ciudad. Los críticos del edificio creían que no era funcional, estaba mal integrado en el entorno y abrumaba los edificios circundantes del siglo XIX.  Al final se decidió demoler la sala, lo que se inició en 2010.. La última torre, la decimosexta, de la estación fue demolida el 11 de enero de 2011.

### Encarnación de los años 70
Durante la década de 1960, se inició la construcción de una estación de reemplazo para la antigua terminal de la ciudad, la histórica estación de tren de Katowice, que data del siglo XIX. El nuevo complejo fue diseñado para servir como un ejemplo destacado de arquitectura moderna; la sala principal del edificio fue diseñada como resultado de un esfuerzo de colaboración entre los arquitectos polacos Wacław Kłyszewski, Jerzy Mokrzyński y Eugeniusz Wierzbicki, mientras que la construcción de la estación fue supervisada por el ingeniero civil y diseñador Wacław Zalewski. Más allá de sus cualidades estéticas, el diseño de la sala tuvo en cuenta las difíciles condiciones del terreno presentes en el sitio, ya que la región se ha utilizado anteriormente para la minería de carbón y se sabe que sigue siendo susceptible al movimiento tectónico hasta el 2024.
Durante 1972, se completó oficialmente la estación de tren de Katowice y ese año comenzaron los servicios de pasajeros. Está ubicado en el centro de la ciudad de Katowice y forma uno de los intercambios de transporte más grandes de Polonia. Desde su apertura, la estación ha acogido servicios de conexión a varias ciudades importantes de Polonia,  así como a muchos destinos internacionales de toda Europa. A principios del siglo XXI, se cree que, en promedio, alrededor de 520 trenes por día paraban en la estación de tren de Katowice, mientras que la instalación también era utilizada por aproximadamente 12 millones de pasajeros al año.

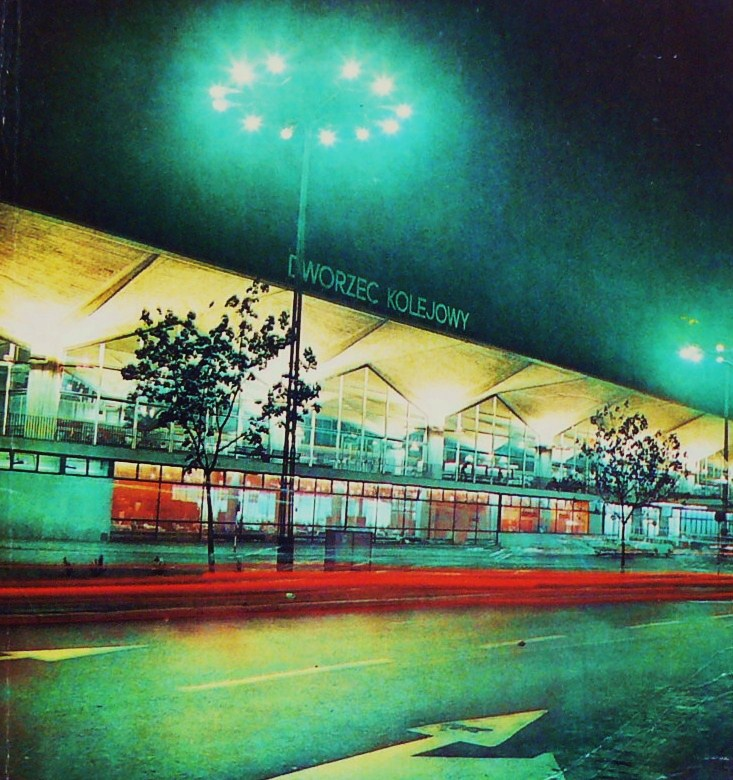
La estación en 1973

A través de la estación, la ciudad está conectada con las principales ciudades, incluidas Viena, Budapest, Kiev, Berlín, Ostrava, Praga, Bratislava, Zilina, Hamburgo, Moscú y Minsk. La estación de tren se encuentra a sólo unos minutos a pie de la principal estación de autobuses de la ciudad; Esta cercanía sirve para facilitar los movimientos de pasajeros entre las dos redes de tránsito.
Sin embargo, en el siglo XXI, el estado de la estación de tren de Katowice se estaba deteriorando visiblemente en algunos lugares. Específicamente, las inspecciones de las estructuras de pilares en forma de copa del edificio descubrieron que muchas estaban en malas condiciones y que corregir esta debilidad requería medidas correctivas considerables para garantizar la integridad estructural a largo plazo, o requeriría la demolición del edificio. Luego de un análisis de las posibles opciones, se determinó que la opción preferida era el reemplazo total de las instalaciones mediante la remodelación del sitio. En junio de 2009, PKP SA (Ferrocarriles Estatales Polacos SA) dio a conocer sus planes para la modernización y comercialización de varias estaciones de ferrocarril en todo el país en un futuro próximo, incluida la estación de tren de Katowice. Durante este anuncio, se reveló que ya se había llevado a cabo una considerable actividad de planificación sobre la iniciativa, incluida la programación de inversiones y la obtención de financiación, así como planes detallados de modernización, junto con la revelación pública de la estrategia.

## Construcción de un complejo comunicacional y comercial (segunda década delsigloXXI)
Debido a que Polonia y Ucrania obtuvieron en 2012 el derecho a organizar la Eurocopa, la empresa PKP decidió modernizar las estaciones de ferrocarril más importantes de Polonia, incluida la de Katowice, cuya reconstrucción se iba a realizar en forma de colaboración público-privada, porque junto con el edificio de la estación se proyectó transformar los alrededores de la instalación. El 10 de julio de 2007, PKP anunció un llamado a licitación para la reconstrucción de la instalación, a la que se presentaron 16 empresas promotoras. Entre ellas se seleccionó la empresa NEINVER, con la que PKP firmó oficialmente un contrato el 23 de julio de 2009. Este proyecto supuso la construcción por parte de la empresa adjudicada de un moderno complejo comercial y de comunicaciones, que incluiría: una nueva estación de ferrocarril, una terminal de autobuses, un centro comercial y un centro de oficinas. Además, la empresa debía desarrollar, en colaboración con la ciudad, un plan para la reconstrucción de la infraestructura viaria y la reorganización y ordenamiento del espacio urbano en las proximidades de la estación.
La reconstrucción de la estación de Katowice comenzó en mayo de 2010. Las obras comenzaron en agosto del mismo año. A finales de septiembre de 2010, el pabellón sur se transformó en una estación temporal, que comenzó a atender pasajeros el 1 de octubre del mismo año. El vestíbulo de la estación se cerró y los andenes posteriores se modernizaron gradualmente junto con la construcción de una nueva estación. La demolición del vestíbulo de la estación se inició el 22 de diciembre de 2010. La demolición de la sala finalizó el 11 de enero de 2011, cuando se desmanteló la última campana, y el 16 de marzo de 2011 se completó la demolición de los cimientos de la estructura de la estación. El 31 de mayo de 2011 se colocó la piedra fundamental para la construcción de la nueva estación y la Galería Katowicka. El 29 de octubre de 2012 se inauguró el nuevo vestíbulo de la estación y el 2 de febrero de 2013 se inauguró la terminal subterránea para autobuses del transporte público. El 18 de septiembre de 2013 se inauguró la Galería Katowicka, que junto con el edificio de la estación formaba un conjunto arquitectónico. Junto a él, también se construyó un aparcamiento subterráneo con capacidad para aproximadamente 1200 coches.
Junto con la construcción de la nueva estación de tren PKP, Polskie Linie Kolejowe reconstruyó la infraestructura de la estación utilizada para atender a los pasajeros. Las obras comenzaron a mediados de octubre de 2010 e incluyeron la reconstrucción de los andenes 1, 2, 3 y 4 (demolición de andenes antiguos y construcción de otros nuevos, así como instalación de pequeños elementos arquitectónicos), techado (demolición del antiguo y construcción de uno nuevo en forma de vestíbulo de andén cubierto con elementos transparentes), sistema de vías (reconstrucción de aproximadamente 4 km de vía única), red de tracción (casi 6 km), dispositivos de control del tráfico ferroviario, túneles subterráneos (reemplazo de pisos y renovación de paredes y techos) e instalación de infraestructuras para personas con discapacidad. La modernización de la estación se completó el 31 de agosto de 2013 y el coste total superó los 70 millones PLN. La reconstrucción de la infraestructura de la estación de Katowice en los andenes 2, 3 y 4 en el marco del programa de inversiones «Modernización del sistema de vías de las líneas 1, 137, 139 e infraestructura para el servicio de pasajeros en la estación de Katowice Osobowa» recibió el premio Premio de 2.º Grado del 17 de junio de 2014 en el concurso Construcción del Año 2013, organizado por la Asociación Polaca de Ingenieros y Técnicos de la Construcción, el Ministerio de Infraestructura y Desarrollo y la Oficina General de Supervisión de la Construcción. Las obras de construcción fueron realizadas por Przedsiębiorstwo Robót Komunikacyjne en Cracovia (actualmente ZUE).
El 9 de noviembre de 2018 se inauguró una estación de carga de coches eléctricos frente a la estación. El 15 de julio de 2021, frente a la estación principal de Katowice, con la participación, entre otros, de Jarosław Wieczorek, voivoda de Silesia, y Jakub Chełstowski, mariscal del voivodato de Silesia, celebraron una ceremonia para nombrar el edificio en honor a Konstanty Wolny, además de descubrir una placa conmemorativa con su imagen obra de Bogumił Burzyński.

## Infraestructura

### Estaciones de tren

#### Estación principal que lleva el nombre K. Wolny (Plaza Marii i Lech Kaczyński)

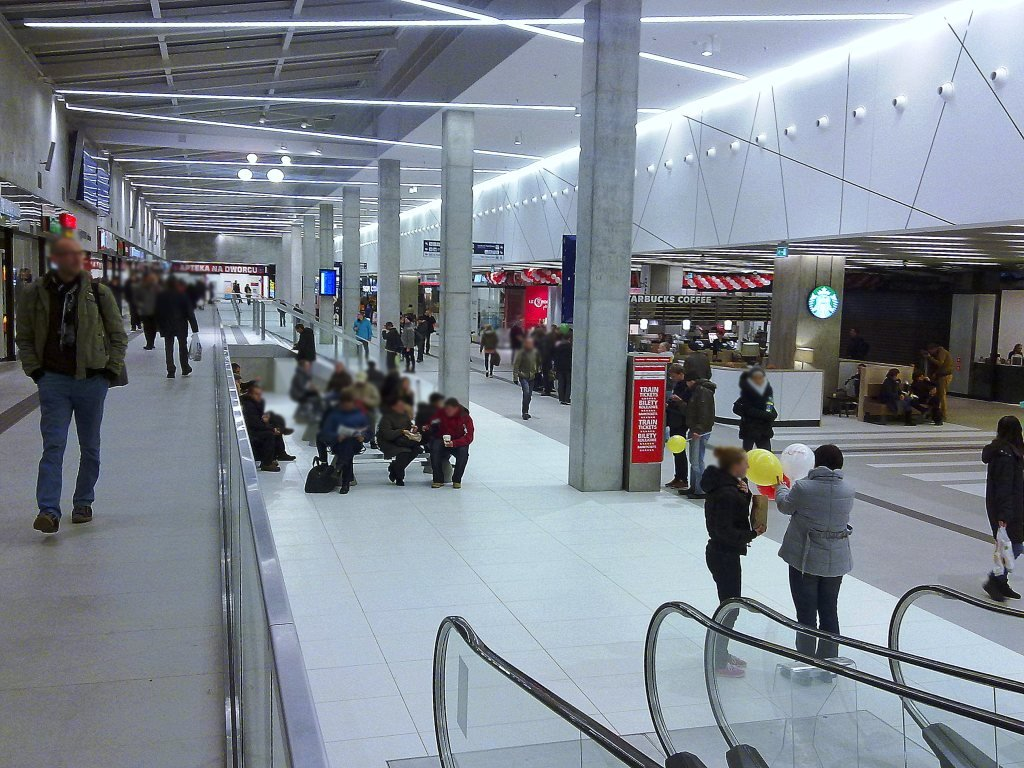
Galería comercial en la estación.

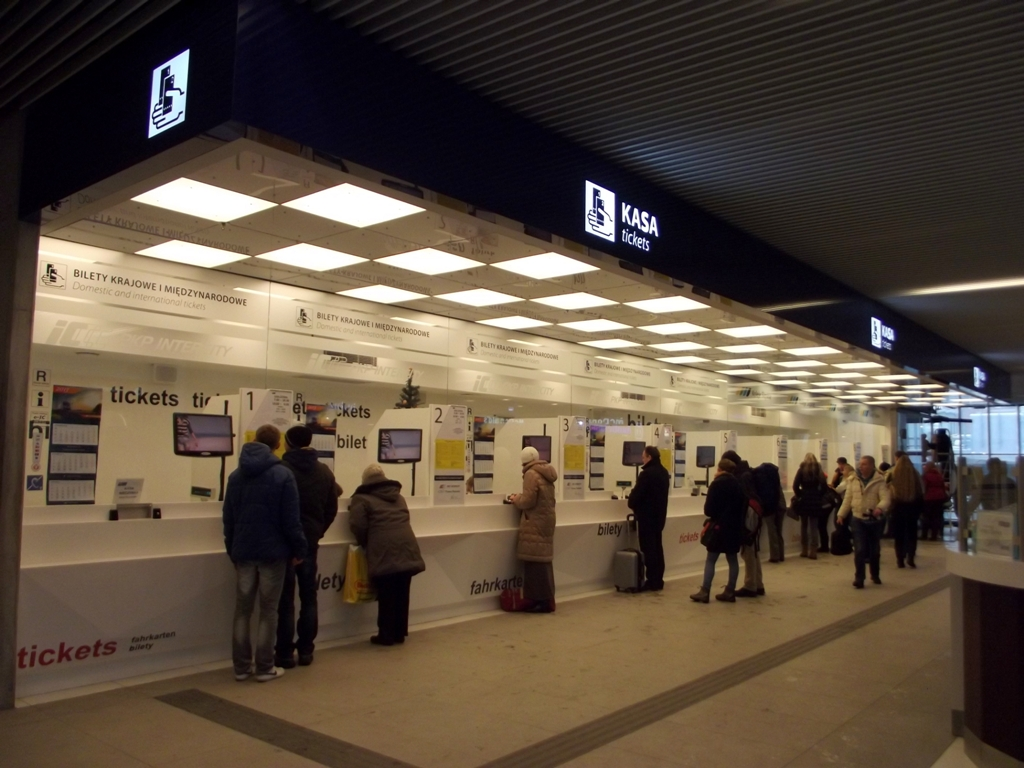
Taquillas en la estación.

El edificio de la estación principal está ubicado en la parte norte de la estación, en Plac Marii i Lecha Kaczyńskich 2. Fue inaugurado el 29 de octubre de 2012. Es la estación de tren más grande de la metrópoli de Alta Silesia-Zagłębie y, según la clasificación del PKP, tiene la categoría A más alta.
La estación tiene la misma arquitectura que la instalación anterior: consta de dieciséis pilares reconstruidos de hormigón armado con forma de copa y una superficie rugosa. En la construcción de la instalación se utilizaron principalmente materiales sencillos: vidrio, acero inoxidable y hormigón noble. El vestíbulo de la estación de un solo nivel con una superficie de 6000 m² está climatizado y adaptado para personas con discapacidad. La estación está equipada con un sistema inteligente de gestión de instalaciones. Hay tres pasajes subterráneos directos que van desde la sala a los andenes, al pabellón sur y a la entrada desde la calle Kościuszki..
Hay 31 plazas para puntos comerciales y de servicios en la estación, entre ellos: cafeterías, bares, salones de prensa, además de una farmacia, un cajero automático y una oficina de cambio de divisas. Además, la estación está conectada con la vecina Galería Katowicka. En la estación hay taquillas y máquinas expendedoras de billetes de Silesian Railways y PKP Intercity, la oficina de la estación, así como los centros de atención al cliente de KŚ, PKP Intercity y el organizador del transporte público ZTM. Sin embargo, se retiraron los mostradores de atención rápida a pasajeros que existían antes de la reconstrucción. Pocas semanas después de la inauguración de la estación, tras muchas voces críticas, se modificó la distribución de los puestos de venta y se cerró un quiosco de comida situado demasiado cerca de las taquillas..

#### Edificio Sur (Plaza de las Ramas Juveniles Insurgentes)
La estación sur está ubicada en la Plaza de la Juventud Insurgente. Se trata de un edificio de una sola planta con una superficie aproximada de 900 m² y un volumen aproximado de 6020 m³, parcialmente con sótano, cubierto con cubierta de varias alturas. Fue construido en 1964 como resultado de la construcción de una estación brutalista ahora inexistente. Está equipado con taquillas y otros servicios, incluidos salones de prensa y cafetería..
Debido al pequeño volumen de la instalación, la preparación de la documentación preliminar y detallada se completó en 1962, y un año después, en junio de 1963, comenzaron las obras de construcción. El esqueleto del edificio estuvo listo en mayo de 1964, y un mes después, el 16 de junio de 1964, se puso en funcionamiento la instalación. En aquel momento, la planta baja albergaba la sala de espera principal, cinco taquillas, un bufet, dos salas de servicio y una escalera de acceso al paso subterráneo. En la parte subterránea hay un aseo, un cuadro de calefacción y un lavadero..
Como parte del programa de Pequeños Proyectos de Desarrollo, a mediados de junio de 2014, PKP comenzó a buscar un inversor para la reconstrucción de la parte sur de la estación en forma de asociación público-privada. El proyecto debía cubrir una superficie de 3,2 mil metros cuadrados. m², que incluyó la reconstrucción de la Plaza de las Juventudes Insurgentes y la construcción de un parque comercial y una nueva estación de ferrocarril con estacionamiento para automóviles. El aspecto final de las nuevas instalaciones debía acordarse con el inversor potencial. A finales de 2014, PKP anunció que, debido a la falta de interés de los inversores privados en el proyecto de reconstrucción de la estación sur, la inversión en cuestión sería realizada por una nueva empresa de desarrollo creada por el grupo PKP: Xcity Investment. Debido al cambio de dirección de Xcity Investment, a mediados de julio de 2016 se cancelaron 13 proyectos de desarrollo, incluida la reconstrucción de la estación sur.

#### Pabellón sureste (ul. T. Kościuszki / M. Konopnicka)
Es un pequeño pabellón, ubicado en la intersección de ul. T. Kościuszko de ul. Sr. Konopnicka. Fue construido en 1968 durante la reconstrucción de toda la estación y el traslado de los servicios de tráfico de pasajeros al oeste de la estación actual. En el interior del edificio hay un paso directo mediante escaleras a los túneles subterráneos bajo los andenes. Aparte de una pasarela para personas discapacitadas y un tablero de salidas, no dispone de infraestructuras ni puntos de servicios adicionales..

### Líneas de ferrocarril
Katowice es una estación de cruce. Aquí comienzan y terminan cuatro líneas ferroviarias de importancia nacional, y aquí se cruzan las líneas internacionales E30 y E65. Además, en la estación comienzan los conectores n.º 656 y 713. En total, la estación cuenta con 13 vías principales con una longitud total de 7466 km, 7 vías principales adicionales con una longitud de 2368 km y vías laterales con una longitud de 9390 km.
La lista de líneas ferroviarias junto con el kilometraje del inicio, eje y final de las estaciones se presenta en la siguiente tabla:
| Nr         | Nazwa                         | km stacji | km stacji | km stacji |
| Nr         | Nazwa                         | pocz.     | osi       | końca     |
| ---------- | ----------------------------- | --------- | --------- | --------- |
| Vía nr 1   | Warszawa Centralna – Katowice | 317,270   | 318,378   | 318,686   |
| Vía nr 137 | Legnica                       | 0,070     | 0,381     | 0,922     |
| Vía nr 138 | Oświęcim – Katowice           | 31,956    | 32,970    | 33,286    |
| Vía nr 139 | Katowice – Zwardoń            | 0,090     | 0,379     | 0,937     |
| Vía nr 656 | Katowice – Brynów             | -0,025    | 0,381     | 1,000     |
| Vía nr 713 | Katowice – Chorzów Batory     | 0,000     | 0,001     | 0,001     |

### Andenes y pasos a desnivel
Hay un total de 5 andenes en la estación. Las plataformas 1, 2, 3 y 4 son isla altas, de 0,76 a 0,90 m de altura y de 302 a 412 m de largo. Las plataformas tienen una superficie endurecida hecha de adoquines. Están parcialmente techados, equipados con mobiliario urbano (incluidos bancos y contenedores de basura), equipos de sonido y tableros electrónicos. El acceso a ellos se realiza a través de pasajes subterráneos desde la estación y desde la calle. T. Kościuszki, tanto por escaleras (incluidas escaleras mecánicas) como por ascensor para personas discapacitadas. Los propios pasos subterráneos bajo las vías constituyen un marco cerrado de un solo vano con una longitud de 76,80 m (paso central y este) y 110,7 m (paso oeste), y su altura es de aproximadamente 4,0 m y 2,40 m (túnel central y este). ) y 6,40 m y 4,08 m (túnel oeste), y el ancho libre es de aproximadamente 6,0 m..
Estos andenes fueron modernizados con la construcción de la nueva estación, que finalizó a mediados de 2013. Esta modernización incluyó la sustitución completa de las superficies de los andenes y la construcción de un nuevo techo. Los andenes han sido adaptados para personas discapacitadas y con equipaje más pesado. Se instaló un nuevo sistema de información al pasajero, así como nuevos bancos y relojes.
Adicionalmente, en la estación, a la altura de la antigua estación, se encuentra el andén 5, que fue puesto en servicio el 14 de febrero de 2011, y anteriormente era un andén técnico. Tiene superficie bituminosa y el acceso al mismo se realiza a nivel de carril. Está equipado con equipos de sonido y tableros electrónicos..
En la siguiente tabla se proporciona una lista detallada de todos los andenes de la estación.
| Nr  | Nazwa                         | km stacji | km stacji | km stacji |
| Nr  | Nazwa                         | pocz.     | osi       | końca     |
| --- | ----------------------------- | --------- | --------- | --------- |
| 1   | Warszawa Centralna – Katowice | 317,270   | 318,378   | 318,686   |
| 137 | Katowice – Legnica            | 0,070     | 0,381     | 0,922     |
| 138 | Oświęcim – Katowice           | 31,956    | 32,970    | 33,286    |
| 139 | Katowice – Zwardoń            | 0,090     | 0,379     | 0,937     |
| 656 | Katowice – Brynów             | -0,025    | 0,381     | 1,000     |
| 713 | Katowice – Chorzów Batory     | 0,000     | 0,001     | 0,001     |

## Sistema de información al pasajero

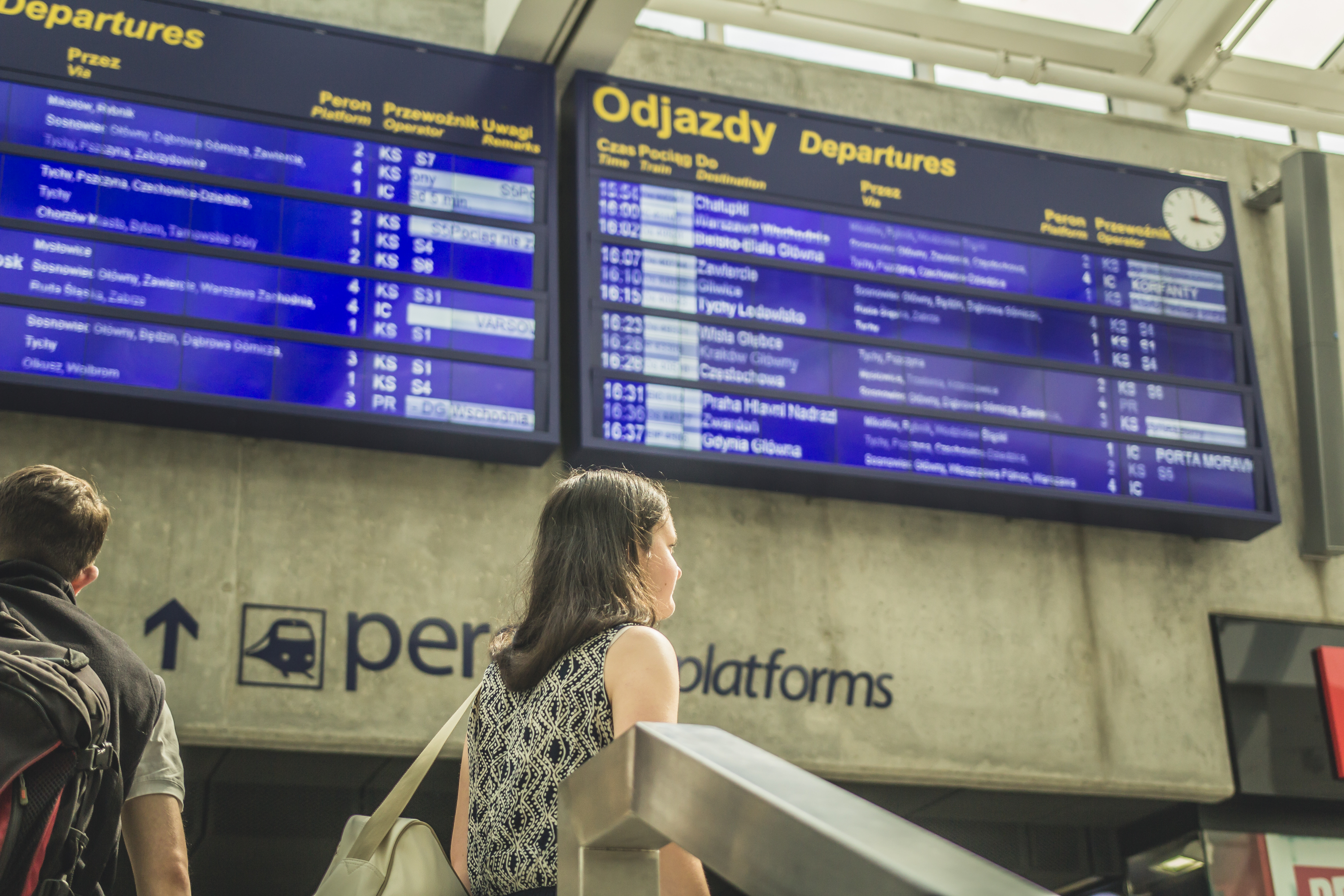
Tablice odjazdów LCD w holu głównym dworca

La estación está dotada de un amplio sistema de información al viajero, que incluye, entre otros: dispositivos de sonido, pantallas electrónicas con tecnología de cristal líquido (incluidos paneles informativos con llegadas y salidas de trenes), relojes y tablones de horarios. Los tableros electrónicos tienen una disposición cronológica para mostrar las llegadas y salidas de los trenes. Hay un reloj en los andenes junto a los paneles de salidas, y los paneles en las entradas de los andenes muestran las salidas de las pistas individuales. Grandes paneles de llegada y salida de trenes se encuentran en las entradas a los túneles este y central de la estación principal y en las entradas de otros pabellones, incluida la entrada desde la calle ul. T. Kościuszki única tabla de salida.

## Dispositivos de control del tráfico ferroviario.
El área de la estación de Katowice está dividida en tres círculos de control, totalmente equipados con dispositivos de relé eléctricos:
- caja de señales con KO: la caja de señales principal, ubicada en la plataforma 5, dentro de la cual están centralizados 134 interruptores;
- Caja de señales de maniobra KO1: en ella se centralizan 26 interruptores;
- Caja de señales ejecutiva KO2: allí se centralizan 14 interruptores.

El tráfico de trenes se dirige mediante semáforos ligeros. Además, en tres direcciones las vías de la estación están equipadas con un bloque lineal automático del tipo EAC..

## Depósito de locomotoras
En la parte occidental de la estación, en ul. En Raciborska hay un cobertizo cerrado para locomotoras de finales del siglo XIX y XX en estilo historicista/modernista de ladrillo sencillo, que consta de dos salas de locomotoras, un depósito de agua, tocadiscos y edificios de servicios públicos.
Fue construido en 1899-1900 según el diseño de Lohse y Zebrowski y ampliado en 1908-1909. El depósito de locomotoras estuvo en funcionamiento hasta el 1 de marzo de 2011. Hasta entonces funcionaba allí la planta PKP Intercity Southern, donde se realizaban inspecciones y renovaciones de las locomotoras eléctricas actuales. Después de que PKP Intercity abandonara el complejo de instalaciones, aparecieron iniciativas para su desarrollo. En 2011, los miembros de la Asociación para la Protección de Monumentos Arquitectónicos y Técnicos decidieron salvar el depósito de locomotoras, arrebatando la propiedad a los ferrocarriles por parte del gobierno local y entregándola a los entusiastas para su gestión. Se suponía que albergaría objetos expuestos del museo al aire libre de Pyskowice. El tema del desarrollo de la instalación volvió a surgir en 2013 durante una conferencia sobre las actividades de los museos ferroviarios en Europa, donde se propuso una idea similar para este depósito de locomotoras..
El conjunto fue inscrito en el registro de monumentos inmuebles el 16 de diciembre de 2021, con el número A/920/2021.

## El complejo de edificios de los Ferrocarriles de Silesia
Este complejo está situado al oeste de la estación de tren y al sur del depósito de locomotoras, en el número 58 de la calle Raciborska. Se compone de naves de renovación, almacenes y edificios agrícolas, principalmente de los años 1960 y 1970, que incluyen, entre otros: incl.:
- Edificios administrativos: de ladrillo, que datan de 1961, adyacentes a la sala EZT, con un volumen de aproximadamente 350 m³, y un edificio del mismo material independiente, de dos plantas construido en 1902, con un volumen de aproximadamente 1780 m³;
- Edificios de servicios de la UEM: vestíbulo (edificio de 1961, hormigón armado, volumen 9.145 m³), sala de control y lavado de autos (edificio construido en 1978, ladrillo) y edificio de mantenimiento de la UEM (edificio de ladrillo, de una sola planta);
- Dos puestos de centralita (n.º 13 y 14);
- Otras instalaciones, incluido el edificio de la sección de redes, sala de soldadura, taller, sala de calderas, almacenes y garajes.

El complejo también incluye las vías de estacionamiento Zachód Przewozy Regionalne, que incluyen las vías 201-215 y 232-234, la mayoría de las cuales están electrificadas..
Este complejo fue utilizado por Przewozy Regionalne (ahora Polregio). Hasta 2013, debido a la adquisición de la mayoría de las conexiones locales por parte de Koleje Śląskie, el Śląski Zakład Przewozy Regionalnych funcionó allí. Hasta 2017, el complejo albergaba la sección de suministro de energía de Górnośląski Zakład PKP Energetyki (ul. Raciborska 61) y la planta de material rodante de PKP Cargo (ul. Raciborska 58).
El 29 de febrero de 2016, Przewozy Regionalne firmó un contrato de arrendamiento con Koleje Śląskie con opción a compra de la base de transporte en la calle Raciborska. Ese mismo año comenzó el traslado del material rodante desde la base de Łazy y desde 2017 funciona aquí la parte administrativa de Koleje Śląskie, trasladada desde el edificio de la calle W. Stwosza en Katowice. El arrendamiento de la base por parte de Koleje Śląskie se debe a la necesidad de aumentar la eficiencia de la gestión del material rodante y reducir los costes operativos del transportista.

### Torres de agua
Hay dos torres de agua en la estación: 
- una torre de agua de ladrillo ubicada al este de los andenes, en la intervía, construida en 1951,[67]
- una torre de ladrillo en el lugar donde se encontraba el antiguo depósito de locomotoras.[68]

## Tráfico de trenes de pasajeros
La estación de Katowice es uno de los centros más importantes para el transporte ferroviario de pasajeros en Polonia. Ofrece conexiones locales, interprovinciales e internacionales. En la estación paran trenes de todas las categorías. Según el horario 2013/14, en la estación había más de 109 540 paradas de tren, lo que da una media de 300 servicios al día.

### Tráfico de pasajeros
| Año  | Reemplazo anual | Intercambio de pasajeros diario | lugar en Polonia |
| ---- | --------------- | ------------------------------- | ---------------- |
| 2017 | 12 000 000      | 32 800                          | 8                |
| 2018 | 13 200 000      | 43 000                          | 9                |
| 2019 | 15 700 000      | 43 000                          | 5                |
| 2020 | 9 100 000       | 24 800                          | 5                |
| 2021 | 11 100 000      | 30 400                          | 4                |
| 2022 | 16 400 000      | 44 800                          | 4                |

### Trenes de pasajeros
Katowice es una de las principales direcciones de conexiones regionales. En el calendario 2021/2022, este tipo de conexiones fueron operadas por dos compañías: Koleje Śląskie (desde 2011) y Polregio. La principal compañía en cuanto al número de conexiones es Koleje Śląskie, cuyos trenes conectan la estación de Katowice con los principales centros y estaciones del Voivodato de Silesia, y también pasan por el Voivodato de Pequeña Polonia (hacia Oświęcim y Cracovia) y por la Región de Moravia-Silesia. Región (a Bohumin). En el calendario 2021/2022 por Katowice pasaron 12 de las 18 líneas de Koleje Śląskie.
- S1 Gliwice – Zabrze – Katowice – Sosnowiec Główny – Częstochowa;
- S3 Katowice – Mysłowice – Jaworzno Szczakowa – Trzebinia – Kraków Główny;
- S31 Katowice – Mysłowice – Oświęcim
- S4 Tychy Lodowisko – Tychy – Katowice (linia Szybkiej Kolei Regionalnej, stanowiąca system kolei aglomeracyjnej, działająca od 14 grudnia 2008);
- S41 Tychy Lodowisko – Tychy – Katowice – Sosnowiec Główny – Zawiercie – Częstochowa
- S5 Katowice – Czechowice-Dziedzice – Bielsko-Biała Główna – Żywiec – Zwardoń;
- S51 Katowice – Bielsko-Biała Główna – Żywiec – Zakopane (sezonowo);
- S6 Katowice – Pszczyna – Ustroń – Wisła Głębce;
- S61 Katowice – Pszczyna – Zebrzydowice – Cieszyn;
- S7 Katowice – Orzesze – Rybnik – Racibórz;
- S71 Katowice – Orzesze – Rybnik – Wodzisław Śląski – Bogumin;
- S8 Katowice – Chorzów Miasto – Bytom – Tarnowskie Góry – Lubliniec.

Los trenes de pasajeros de Polregio sirven en dos sentidos de conexión, que son de carácter interprovincial. Estos son:
- Sędziszów – Kozłów – Tunel – Bukowno – Sosnowiec Południowy – Katowice (linia przebiegająca przez województwo małopolskie i śląskie);
- Katowice – Trzebinia – Krzeszowice – Kraków Główny (województwo małopolskie i śląskie).

Además, las conexiones Katowice - Kielce (con el Voivodato de Świętokrzyskie) se inician a través de dos rutas: a través del Túnel y, a partir del 1 de marzo de 2015, a través de Zawiercie (a lo largo de la Línea Principal del Ferrocarril Central)..
Las líneas de trenes de pasajeros con destino a Katowice se encuentran en gran medida entre las más transitadas en términos de número de pasajeros y tráfico ferroviario del Voivodato de Silesia. En 2010, según el número de trenes regionales, estos eran los tramos: Katowice - Tychy y Sosnowiec Główny - Katowice - Gliwice, mientras que según el número de viajeros, estos eran: Katowice - Bielsko-Biała, Katowice - Zawiercie, Katowice - Rybnik y Gliwice - Katowice.
.

### Trenes de larga distancia

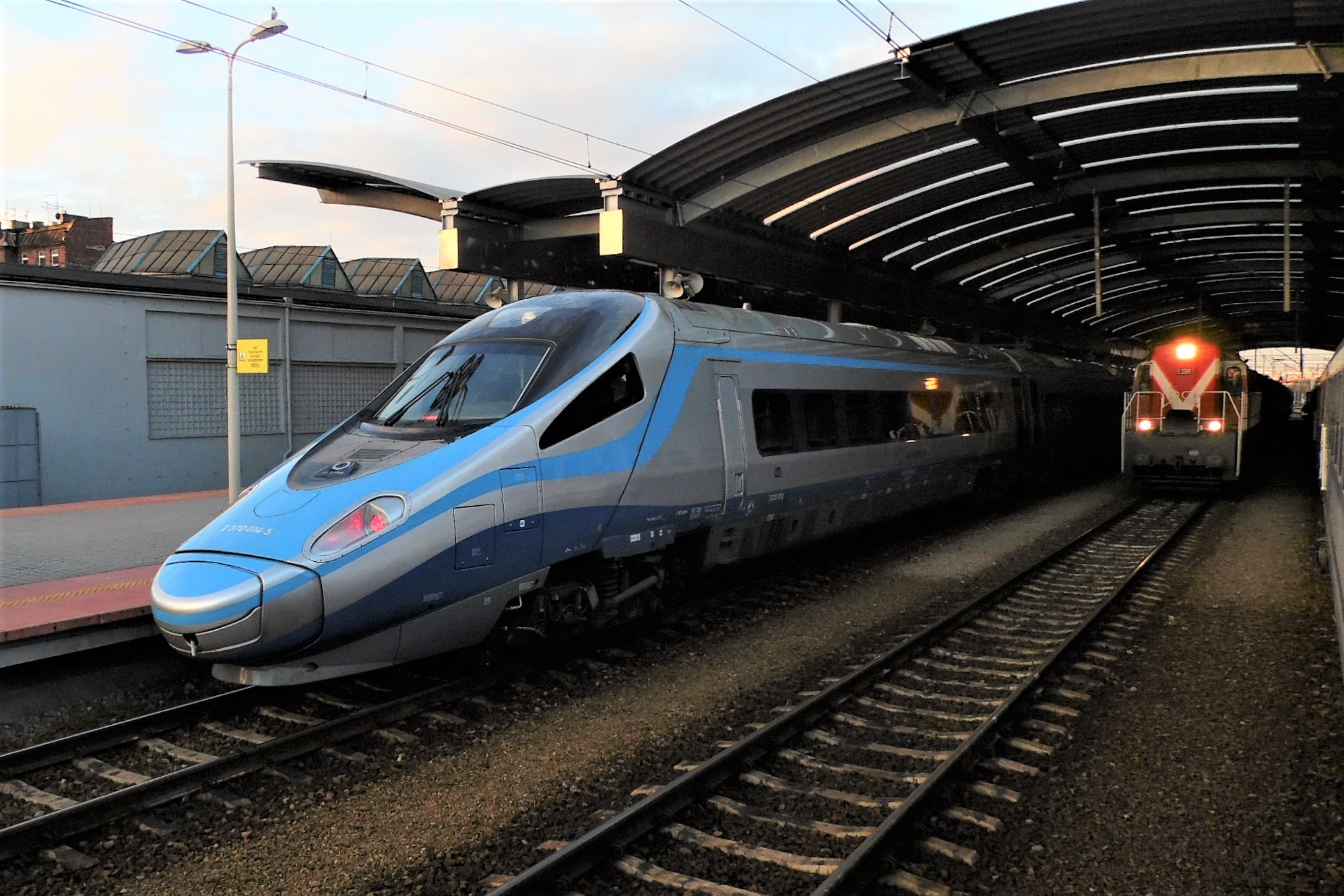
Tren ED250 de PKP Intercity en el andén 4.

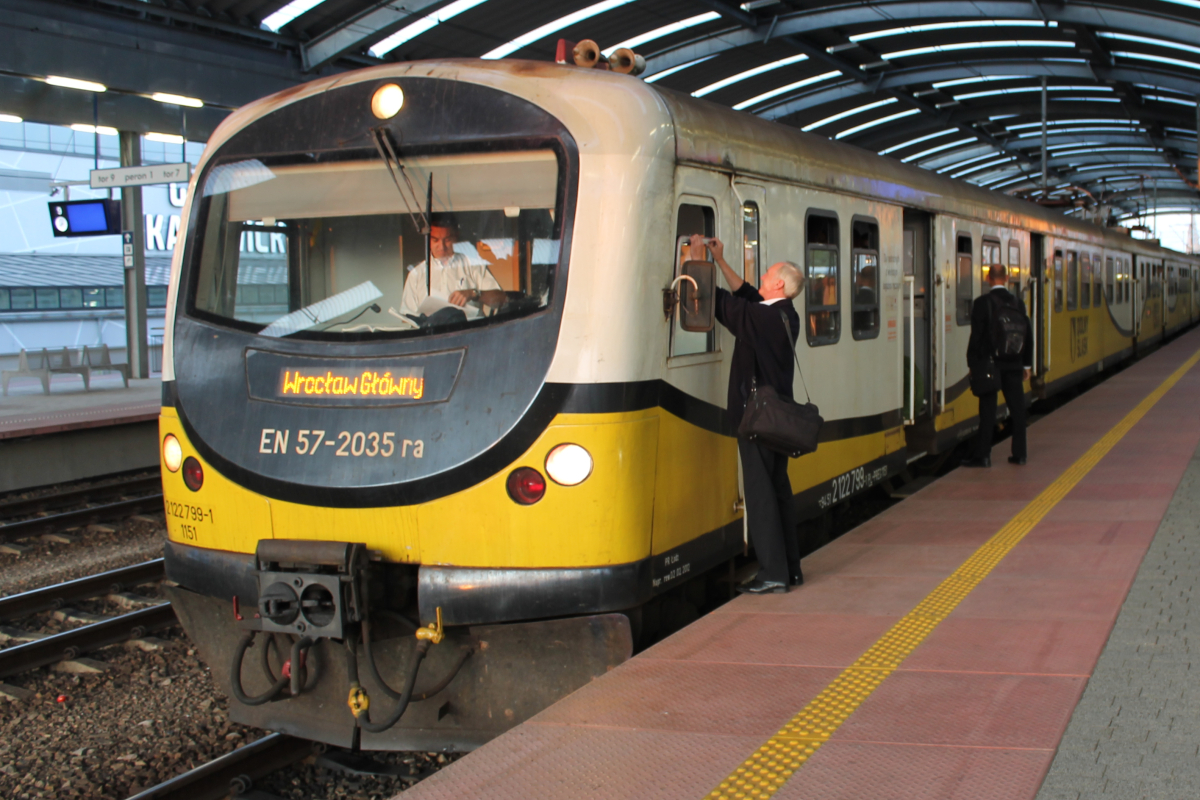
Un tren InterREGIO del entonces transportista Przewozy Regionalne en 2014.

Katowice es uno de los cruces ferroviarios de larga distancia más grandes, ya que a través de la estación se cruzan líneas troncales internacionales y las principales rutas nacionales. Aquí paran trenes de larga distancia de todas las categorías. La principal compañía en términos de número de conexiones es PKP Intercity, que opera trenes rápidos desde y hacia Katowice de las marcas Moje Linie Kolejowe e InterCity, así como trenes expresos: Express InterCity, Express InterCity Premium, operados por trenes Pendolino. Además, cerca de la estación, en ul. Murckowska 1, junto a la estación Katowice Zawodzie, la empresa dispone de un aparcamiento en Zawodzie. Hasta el 31 de agosto de 2015, los trenes de larga distancia InterREGIO operados por Przewozy Regionalne también circulaban por Katowice.
Las principales direcciones de los trenes de larga distancia según el horario 2013/2014 en el tráfico nacional son: Bielsko-Biała Główna, Gdynia Główna, Warszawa Wschodnia y Wrocław Główny. Durante el período en cuestión, los trenes internacionales conectaban Katowice con estaciones de Austria (Villach Hauptbahnhof, Wien Westbahnhof), la República Checa (Ostrava hlavní nádraží, Praha hlavní nádraží), Francia (Nice-Ville), Rusia (Moskva Biełorusskaja) y Hungría ( Budapest Keleti).
Al igual que con los trenes regionales, las líneas atendidas por trenes cualificados que pasan por Katowice se caracterizan por el alto rendimiento operativo de este tipo de trenes en el Voivodato de Silesia. En 2010, la ruta principal era la ruta Warszawa Centralna - Katowice (especialmente la ruta a través de la Línea Principal del Ferrocarril Central), por la que circulan trenes cualificados de todas las categorías, especialmente EC y EIP. La segunda dirección importante es la ruta Katowice - Legnica, que recorre el autobús E30..

## Historia de las conexiones de pasajeros

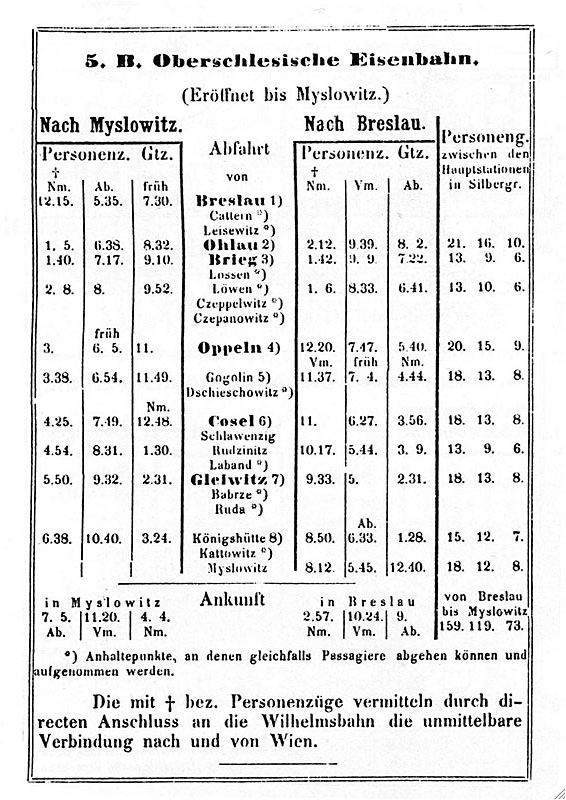
Horarios del ferrocarril de Alta Silesia de 1848 a 1849 (la línea Wrocław - Mysłowice que pasa por Katowice)

Al comienzo de la operación de la línea ferroviaria de los Ferrocarriles de Alta Silesia que pasa por Katowice, el tráfico se realizaba mediante trenes mixtos de pasajeros y mercancías. Se lanzaron dos pares de trenes en invierno y tres en verano. Con la creciente demanda de transporte, aumentó el número y la longitud de las formaciones que pasaban por Katowice. En 1856 se pusieron en funcionamiento 26 pares de trenes en la ruta principal del ferrocarril de Alta Silesia, incluidos 2 trenes rápidos, 6 de pasajeros y 18 mercancías (de los cuales los trenes rápidos en el tramo Wrocław - Katowice - Cracovia comenzaron a circular el 1 de abril de 1857).
A mediados de la década de 1850 se inició el transporte en la ruta del ferrocarril Wilhelm, en el tramo Katowice - Rybnik - Nędza. Según el horario del 1 de julio de 1869, 34 trenes circulaban diariamente por la ruta. En 1873 ya había 70, algunos de los cuales eran trenes estacionales..
En el período de entreguerras, Katowice contaba con un muy buen sistema de conexiones ferroviarias. Durante este período, 1922-1939, desde la estación de Katowice se ofrecieron conexiones internacionales directas a Viena, Praga, Budapest, Bucarest, Wrocław y Gdańsk. En cuanto al número de conexiones internacionales, la estación de Katowice ocupa el segundo lugar después de Varsovia. En 1929, a la estación principal llegaron 35 526 trenes de pasajeros (una media de 97,3 conexiones diarias) y 33 939 trenes de mercancías, mientras que partieron 34 185 trenes de pasajeros (una media de 93,6 diarias) y 32 038 trenes de mercancías.
Los trenes que cubrían las rutas desde y hacia Katowice funcionaban inicialmente con locomotoras de vapor. En el horario de 1935, un tren expreso construido en la fábrica Hipolit Cegielski de Poznań circulaba por el tramo Varsovia - Katowice (un par de conexiones) y por el tramo Katowice - Cracovia con un vagón Luxtorpeda. Estos vehículos complementaron la oferta y el tiempo de viaje de los vagones fue mucho más corto que el de las locomotoras de vapor (en la ruta Varsovia - Katowice el viaje fue aproximadamente 1 hora más corto)..
Durante la República Popular de Polonia, a medida que aumentaba el número de pasajeros, aumentaba el número de conexiones de pasajeros. En 1985, por Katowice circulaban diariamente una media de 10 conexiones internacionales, 42 conexiones nacionales de larga distancia y 295 conexiones regionales. Como en los años de entreguerras, la estación de Katowice ocupaba el segundo lugar en Polonia en términos de número de conexiones. Después de 1989, junto con los cambios económicos, el número de conexiones hacia y a través de la estación disminuyó, como resultado de una disminución en el número de viajeros que utilizan el ferrocarril. En los años 1991-1992 llegaron a Katowice 554 trenes de pasajeros, mientras que en los años 1994-1995 llegaron más de la mitad, es decir, 262 conexiones diarias.

### Tiempos históricos de viaje desde la estación de Katowice
| Odcinek                  | 1925   | 1939          | 1951          | 1959          | 1980   | 2000   | 2010   | 2015   | 2021   |
| Katowice – Bielsko-Biała | 1:35   | 1:11          | 1:15          | 1:14          | 1:01   | 0:57   | 1:02   | 0:56   | 0:47   |
| Katowice – Częstochowa   | 2:18   | 2:12          | 1:21          | 1:14          | 1:19   | 1:13   | 1:08   | 1:06   | 1:08   |
| Katowice – Gliwice       | 1:10   | ?             | 0:28          | 0:40          | 0:30   | 0:28   | 0:26   | 0:30   | 0:19   |
| Katowice – Kraków        | 1:40   | 1:15          | 1:22          | 1:25          | 1:20   | 1:17   | 1:40   | 2:04   | 0:57   |
| Katowice – Poznań        | 9:00   | 4:54          | 5:40          | 5:27          | 5:26   | 5:05   | 5:02   | 4:55   | 4:00   |
| Katowice – Warszawa      | 7:06   | 4:38          | 4:53          | 3:54          | 4:41   | 2:43   | 2:34   | 2:29   | 2:13   |
| Katowice – Wrocław       | ?      | 3:17          | 2:52          | 3:11          | 2:40   | 2:40   | 2:38   | 2:21   | 1:50   |
|                          | [ 84 ] | [ 11 ] [ 85 ] | [ 11 ] [ 86 ] | [ 11 ] [ 87 ] | [ 88 ] | [ 89 ] | [ 90 ] | [ 91 ] | [ 92 ] |

## Enlaces de comunicación

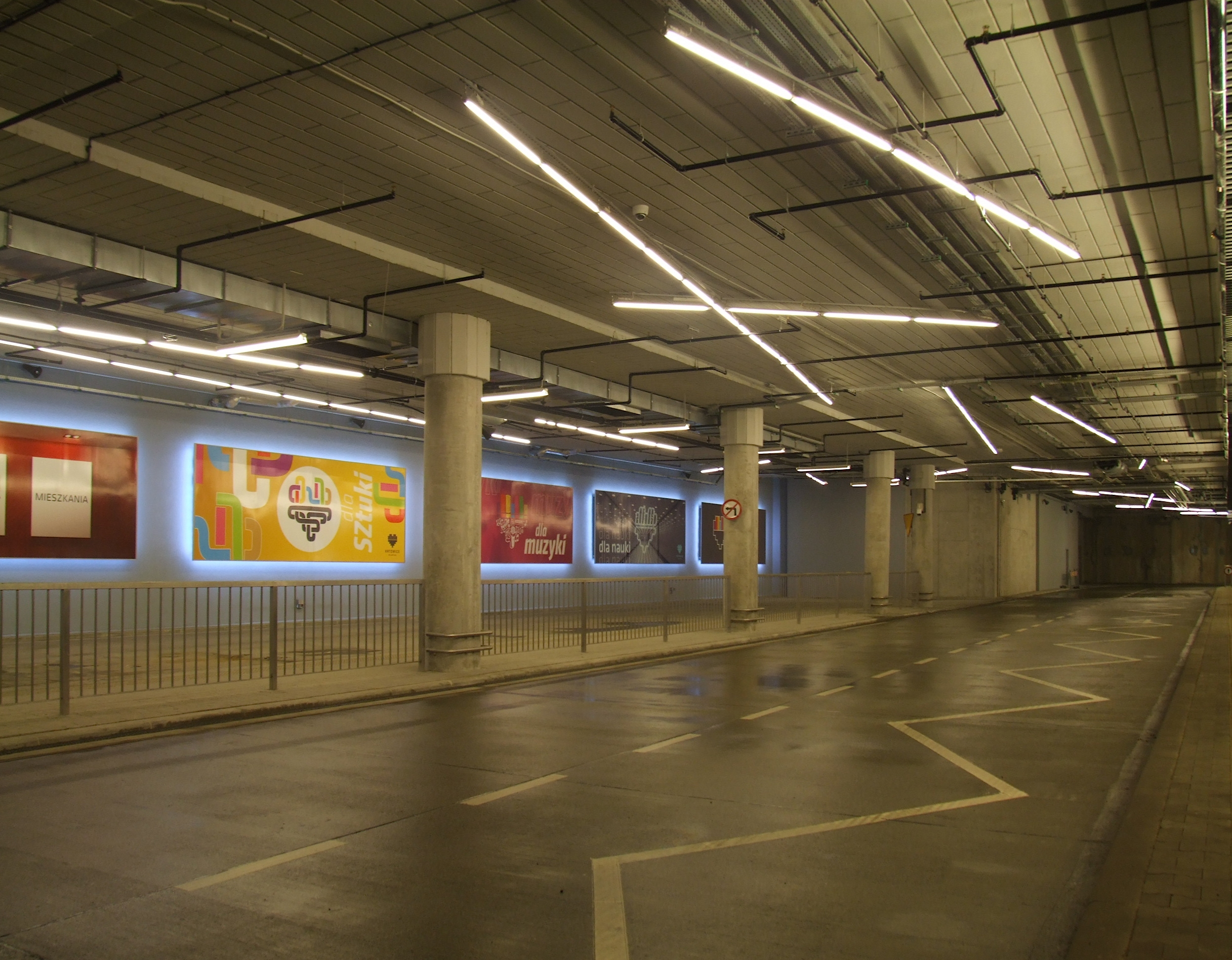
Estación de autobuses subterránea

La estación cuenta con conexiones de transporte muy amplias en un radio de 800 m gracias a la ubicación de varias paradas grandes de autobús y tranvía dentro de la estación, la mayor de las cuales es la terminal de autobuses Katowice Dworzec de diez estaciones ubicada en el sótano de la estación, donde paran los autobuses ZTM (incluida la línea al aeropuerto de Katowice W. Korfanty), que conectan principalmente la estación con otros distritos de Katowice. Está ubicada en el nivel -1 y es accesible desde dos escaleras, un ascensor y desde Galeria Katowicka. La dificultad de esta disposición es que la plataforma de parada es relativamente estrecha y los pasillos a lo largo de ella están estrechados por pilares anchos. También hay paradas de taxis cerca de la estación..
Al norte de la estación, en el número 3 de la calle Maja, se encuentra la parada de tranvía Katowice Dworzec PKP, desde la cual, en agosto de 2015, había una media de más de 30 pares de conexiones de tranvía por hora durante las horas pico. Conectan la estación con los distritos del norte (Koszutka, Wełnowiec), del oeste (Załęże, Osiedle Tysiąclecia) y del este (Zawodzie, Szopienice) de Katowice, así como con las ciudades de Bytom, Chorzów, Siemianowice Śląskie, Sosnowiec y Świętochłowice.

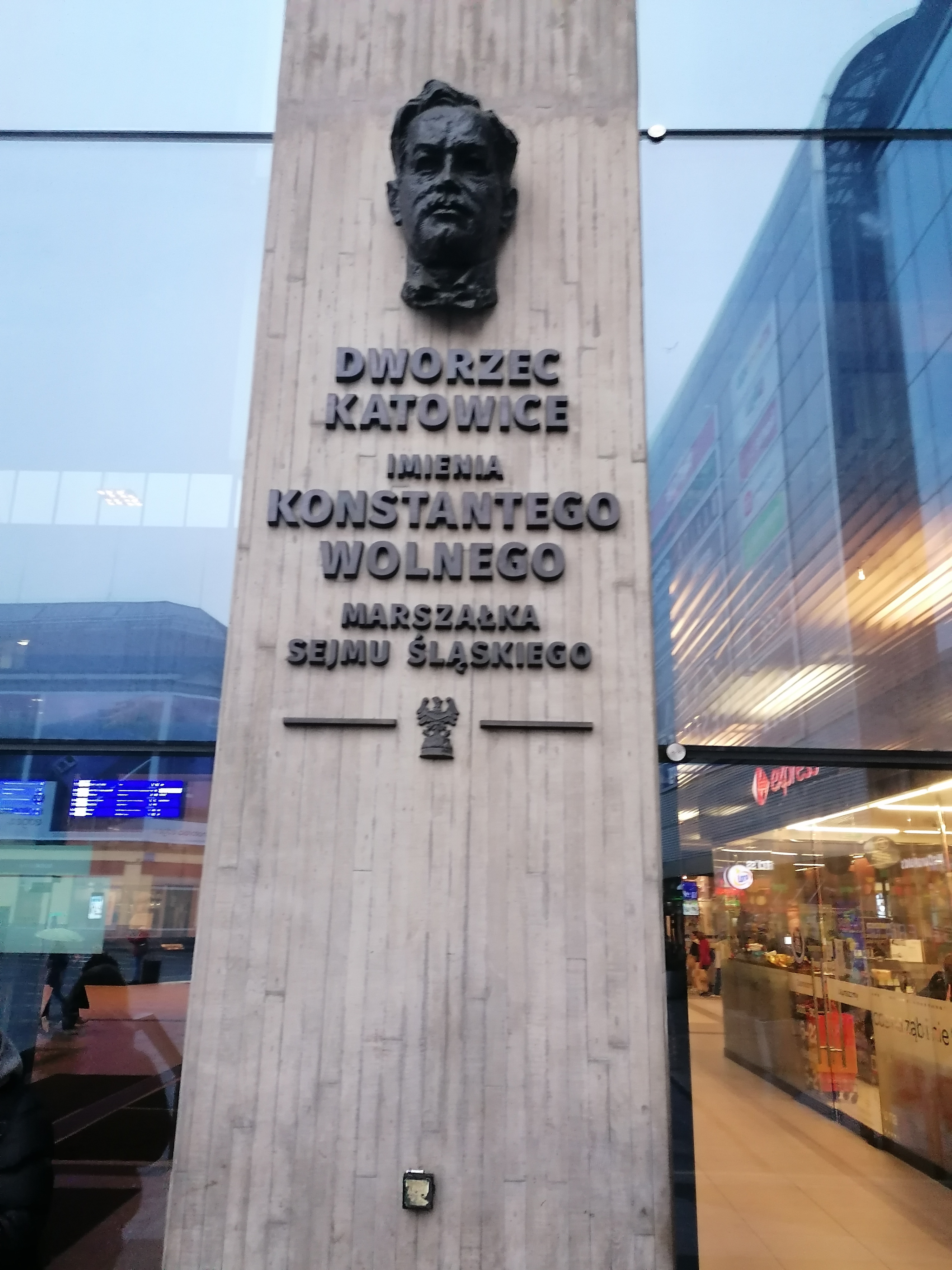
Lugar de conmemoración de K. Wolny a la entrada del edificio de la estación (2022)

Al otro lado de la estación, en Plac Działów Młodzieży Powstańczej, hay una gran parada a la que llegan tanto el transporte público (Katowice Andrzeja Dworzec) como los operadores de autobuses privados. Las líneas ZTM (incluidas las nocturnas) salen de la parada Katowice Andrzeja Dworzec. Conectan la estación de Katowice, entre otras, con Knurów, Mysłowice, Ruda Śląska, Mikołów y Łaziska Górne. Las conexiones realizadas por compañías privadas conectan la estación de Katowice principalmente con Cieszyn, Gliwice, Cracovia, Ostrava, Rybnik, Rzeszów y Wisła. En 2016, la estación no se reabrió y en su lugar se abrió una estación en una plaza del mercado cercana.
También hay otras grandes paradas de transporte público en un radio de 800 metros desde el vestíbulo de la estación, principalmente en el lado norte. Estas incluyen conexiones desde Plac Wolności hacia Bobrowniki, Czeladź, Świerklaniec, Piekary Śląskie, Siemianowice Śląskie y Wojkowice, desde la calle P. Skargi hacia Będzin, Dąbrowa Górnicza, Sosnowiec, Tarnowskie Góry, Bytom y Chorzów y desde Aleja W. Korfantego hacia Chełm Śląski, Imielin, Jaworzno, Chrzanów, Mysłowice y Tychy.
Las conexiones de transporte actuales comenzaron a desarrollarse con el diseño en los años 50 del siglo XX de una nueva estación de tren. Los arquitectos propusieron una corrección del estado existente. Se propuso construir una línea de tranvía en un carril separado en el eje este-oeste, lo que permitiría a los viajeros cambiar de manera cómoda entre el tranvía y el tren, y también mejoraría el tráfico vehicular mediante la creación de intersecciones a dos niveles con paradas de transbordo y la eliminación de la línea de tranvía en la calle 3 Maja. Debido a la necesidad de demoliciones adicionales (incluyendo la antigua estación de tren), se abandonó la idea de trasladar la línea de tranvía y se decidió simplemente cerrar la calle 3 Maja al tráfico vehicular. Se propuso separar el tráfico vehicular del peatonal: el tráfico de peatones se llevaría a cabo en el nivel superior a través de un viaducto.
El principal punto de comunicación con la estación era la antigua plaza W. Szewczyk, ubicada entre el edificio de la estación y el número 3 de la calle Maja. Los conceptos para el desarrollo de la plaza cambiaron con frecuencia. Según el proyecto, en los lados occidental y oriental están previstos estacionamientos, en la estación están previstas rampas para equipaje y rampas para la entrega a establecimientos de restauración, así como elementos de comunicación que conectan las calles en dirección norte-sur cerca de las vías. En 1964, según el estudio del Ing. Kurczyk, el edificio debía estar rodeado por dos calles de un solo sentido, entre ellas la enderezada calle Młyńska, que debía tener carriles separados para automóviles y autobuses. Al final, se decidió construir una carretera de circunvalación norte (calle Dworcowa) y la plaza incluiría un paso elevado, estacionamientos y espacios para autobuses. Se creó otro concepto, pero se implementó la versión preparada en 1971, que suponía un tráfico circular pequeño, con estacionamientos y paradas de transporte público en el medio. Esta plaza sirvió durante muchos años como gran estación de autobuses. Esta disposición ha cambiado desde mayo de 2010, cuando comenzó la reconstrucción del complejo de la estación. El estacionamiento  y las paradas de autobuses de transporte público se trasladaron a plantas subterráneas. La terminal de autobuses entró en funcionamiento a partir del 2 de febrero de 2013 y el estacionamiento a partir del 18 de septiembre de 2013.

## Remodelado de 2010

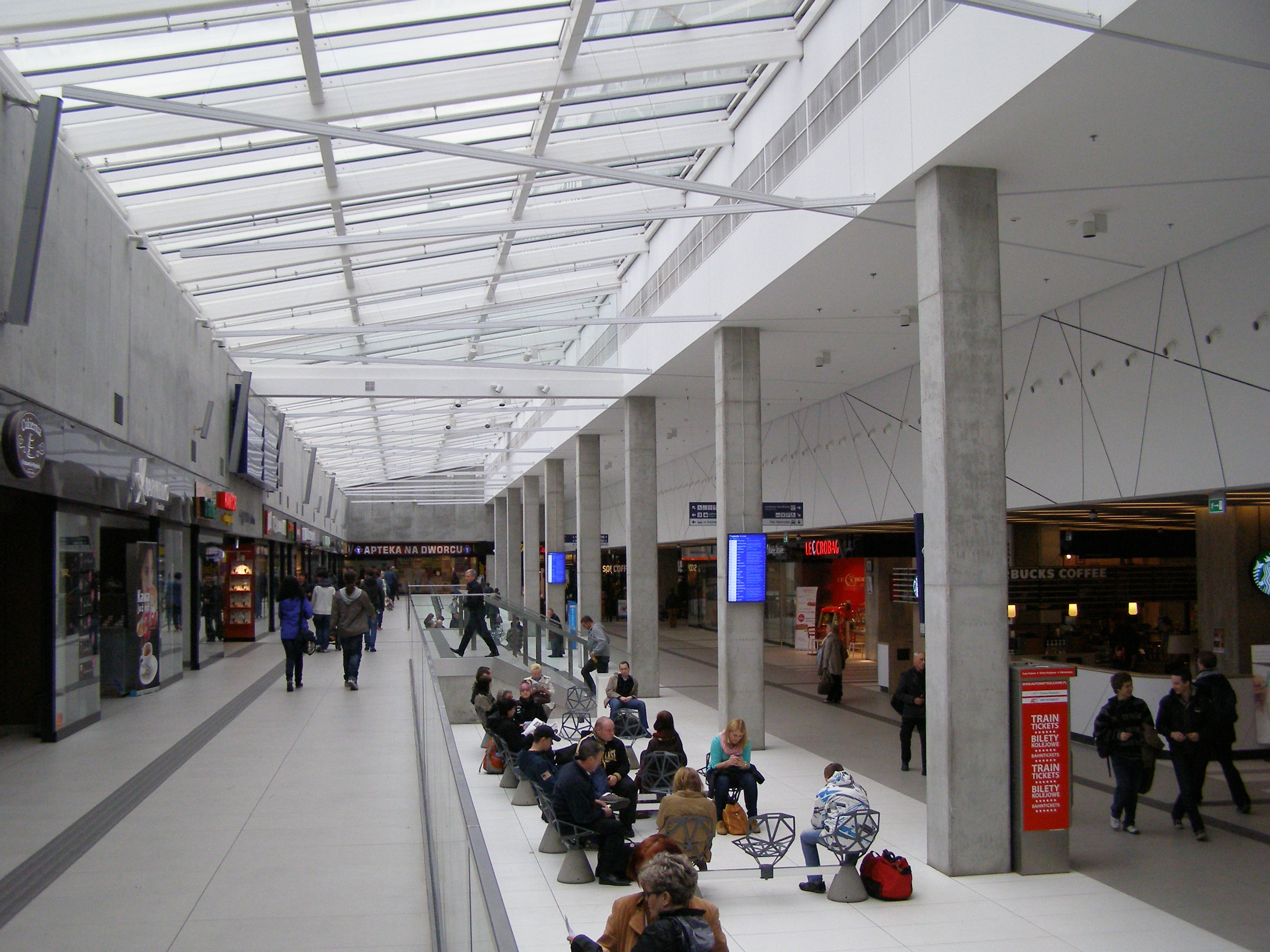
Interior de la estación remodelada en 2013

Durante julio de 2009, se anunció que el gobierno polaco había firmado un acuerdo de construcción con la empresa constructora española Neinver, según el cual esta última llevaría a cabo la construcción de un nuevo centro integrado de transporte y comercial en el centro de Katowice. Este programa implicó la reconstrucción de la estación de tren existente, junto con la construcción de una estación subterránea de autobuses, un centro comercial adyacente (Galeria Katowicka) y una torre de oficinas; otros cambios incluyeron la reconfiguración de varias calles, aceras y espacios públicos. Ubicado alrededor de la estación de tren. La parte subterránea del complejo contará con nuevas instalaciones de aparcamiento de varias plantas. Según se informa, la inversión total se estimó en 2009 en alrededor de 240 millones de euros.
Tal como estaba previsto, la nueva estación de tren no será de nueva construcción; en cambio, se pretende conservar varios elementos existentes del edificio, aunque renovados y modernizados cuando se considere adecuado o necesario.  Los problemáticos pilares en forma de copa son uno de esos elementos, y se refuerzan en lugar de eliminarse; Entre las dos copas se desarrollará una gran nueva entrada al vestíbulo principal de la estación. Se construirá una estructura acristalada que conecte la estación de tren con las nuevas instalaciones comerciales y de oficinas; El complejo comercial y de oficinas se ubicará en una elevación de nueva construcción, compuesta principalmente por estructuras de acero perforadas, que supuestamente están destinadas a proporcionar un efecto de iluminación estéticamente agradable a través de sus características altamente reflectantes. hará que el edificio parezca el centro de una ciudad iluminado por la noche. La terraza existente, que conduce a un puente peatonal sobre la plaza en la avenida Szewczyk Fashion, será demolida.

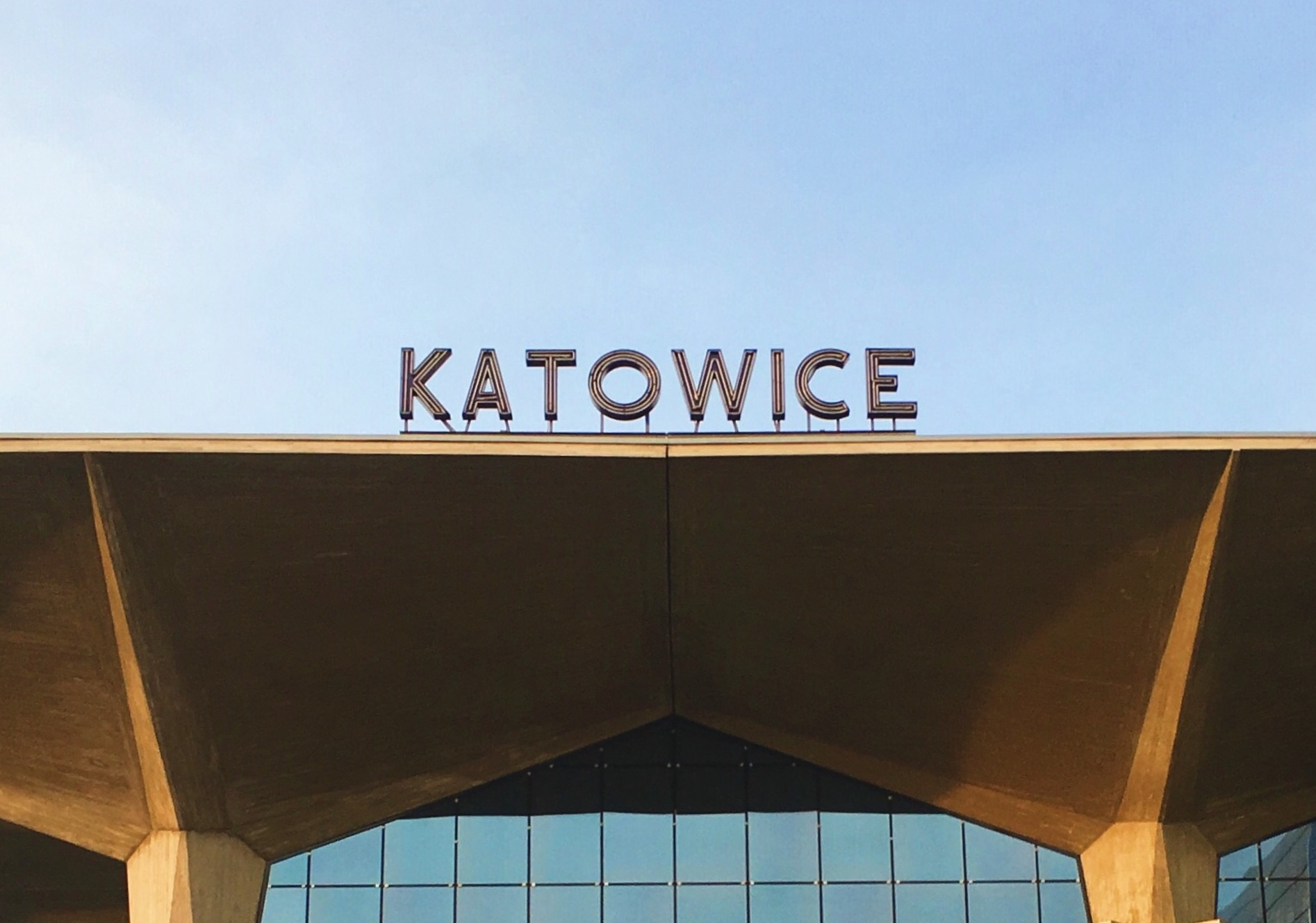
Cartel de neón de la estación

Durante mayo de 2010, se inició la construcción del sitio, lo que marcó el inicio oficial de la fase de construcción del nuevo proyecto. A finales de septiembre de 2010, se había abierto una estación de tren temporal para dar cabida al desvío de servicios de pasajeros; El vestíbulo de la antigua estación se cerró el 1 de octubre de 2010. La primera fase de la construcción se centró en el edificio de la estación principal en sí, que cuenta con una sala de un piso con múltiples mostradores de venta de boletos y mostradores de información, junto con 31 puntos de venta minorista y puntos comerciales, una amplia área de espera para pasajeros y un espacio cerrado. Cobertura de circuito de televisión en todo el complejo. Tal como está diseñado, debe ser adecuado para que lo utilicen simultáneamente hasta 5000 pasajeros a la vez y atender a unos 12 millones de visitantes al año. La demolición de la antigua sala principal se realizó entre el 22 de diciembre de 2010 y el 11 de enero de 2011. La finalización de la sala de la estación principal estaba originalmente prevista para mayo de 2012; sin embargo, la nueva sala de la estación de un nivel finalmente se inauguró en octubre de 2012, con varios meses de retraso.
Durante los meses siguientes, se cerraron varios andenes de la estación y se redirigieron los servicios para poder realizar trabajos en ellos, que se llevaron a cabo como una serie de reconstrucciones escalonadas en los mismos, realizadas durante la segunda fase del programa de remodelación. Todo el complejo, incluido el centro comercial contiguo Galeria Katowicka en la plaza Szewczyk, se completó en el verano de 2013, y la nueva sala principal y su estación de autobuses integrada (subterránea) entraron en funcionamiento a finales de 2012. La sala principal está conectada a través del plataformas a través de una serie de rampas fijas y desmontables. El programa de remodelación implicó un área total de desarrollo de alrededor de 136 000 m², de los cuales 17 350 m² de la superficie bruta de construcción (GBA) eran la propia estación de tren, mientras que 8100 m² GBA se utilizaron para oficinas y 4800 m² para un hotel.  Durante marzo de 2018, el centro comercial recién construido se vendió al fondo de inversión de Malasia Kwasa Europe.

## Servicios
- Servicios EuroCity (EC) (EC 95 by DB) (IC by PKP) Berlin - Frankfurt (Oder) - Rzepin - Wrocław – Katowice – Kraków – Rzeszów – Przemyśl
- servicio Express Intercity Premium (EIP) Warsaw - Katowice - Bielsko-Biała
- servicio Express Intercity Premium (EIP) Gdynia - Warsaw - Katowice - Gliwice/Bielsko-Biała
- Servicios intercity (IC) Kraków Główny — Świnoujście[103]
- Servicios intercity (IC) Warszawa - Częstochowa - Katowice - Bielsko-Biała[104]
- Servicios intercity (IC) Białystok - Warszawa - Częstochowa - Katowice - Bielsko-Biała[105]
- Servicios intercity (IC) Szczecin - Białogard - Szczecinek - Piła - Poznań - Ostrów Wielkopolski - Katowice - Zakopane[106]
- Servicios intercity (IC) Olsztyn - Warszawa - Skierniewice - Częstochowa - Katowice - Bielsko-Biała[107]
- Servicios intercity (IC) Olsztyn - Warszawa - Skierniewice - Częstochowa - Katowice - Gliwice - Racibórz[108]
- Servicios intercity (TLK) Warszawa - Częstochowa - Katowice - Opole - Wrocław - Szklarska Poręba Górna[109]
- Servicios intercity (TLK) Katowice - Częstochowa - Piotrków Trybunalski - Łódź - Płock
- Servicios regionales entre PKP linea 133 Dąbrowa Górnicza Ząbkowice - Kraków Główny
  - Servicios regionales (R) Katowice — Kraków [110]
  - Servicios regionales (R) Katowice — Kraków — Dębica [111]
- Servicios regionales entre Linia Hutnicza Szerokotorowa
  - Servicios regionales (R) Katowice — Kozłów [112]
  - Servicios regionales (R) Katowice — Kozłów — Sędziszów [113]
  - Servicios regionales (R) Katowice — Kozłów — Sędziszów — Kielce [114]
  - Servicios regionales (R) Katowice — Kozłów — Sędziszów — Kielce — Busko-Zdrój [115]